# La noche del hermano
La noche del hermano es una película española, dirigida por Santiago García de Leániz en 2005, y protagonizada por José Ángel Egido, Luis Tosar, Joan Dalmau, Icíar Bollaín, María Vázquez, Jan Cornet, Pablo Rivero.

## Sinopsis
Han pasado las estaciones, Jaime es un joven saliendo de un despertar de juventud brutalmente sacudido por el asesinato que cometió su hermano mayor, Álex. Acogido en la casa de su abuelo paterno es ahora cuando Jaime ha de comenzar a tomar las decisiones para un mundo ante el que se encuentra ausente y desmotivado: hacerse cargo o no de la herencia de las tierras aún productivas y plantearse su futuro; en definitiva, encarar la vida. Desde la cárcel Álex , como un faro en el paisaje de la conciencia, se proyecta sobre Jaime reclamando su parte.

## Reparto
| Intérprete               | Personaje                 |
| ------------------------ | ------------------------- |
| Jan Cornet               | Jaime                     |
| María Vázquez            | Maria                     |
| Pablo Rivero             | Álex                      |
| Icíar Bollaín            | Julia                     |
| Joan Dalmau              | Abuelo                    |
| Luis Tosar               | Lorenzo                   |
| José Ángel Egido         | Boluda                    |
| Antonio de la Torre      | Alcalde                   |
| Félix Cubero             | Policía                   |
| Elisabet Gelabert        | Marta                     |
| Marilyn Torres           | Camarera disco            |
| Pedro Alonso             | Portero disco             |
| José Ramón Guisado       | Joyero                    |
| Cayetano Rivera Rocamora | Notario                   |
| Silvia de Pé             | Enfermera                 |
| Pepe Ocio                | Recepcionista             |
| Víctor Duplá             | Fotógrafo                 |
| Leslie Hope              | Mujer de cine negro en tv |
| David Gómez              | Conserje hostal           |
| Franciso Rivera          | Concejal                  |
| Fanny de Castro          | Madre                     |
| Isabel Gaudí             | Camen                     |
| Diego Morales            | Preso                     |
| Pepo Oliva               | Padre                     |
| Aitor Presa              | Manuel                    |